# 科学的心理学会
科学的心理学会（かがくてきしんりがっかい、Association for Psychological Science, 旧アメリカ心理学協会）は、アメリカ合衆国における科学的な心理学分野の学会。
2006年1月に旧名称アメリカ心理学協会 (American Psychological Society) から改名された。略称は旧名も改名後もAPS。
旧名がアメリカ心理学協会だったため、間違って「アメリカ心理学会」と訳されることがあるが、アメリカ心理学会は別組織であり、そちらの方が規模も大きく、歴史も古い。

## 設立の経緯
アメリカ合衆国における心理学を代表する学会はアメリカ心理学会 (American Psychological Association) であり、APAと略称される。APAは1892年にスタンレー・ホールを初代会長として設立され、現在はアメリカだけでなくカナダを含む北米を中心に、15万人を越える会員を擁する心理学の職能団体である。規模の大きな学会であるため、54の専門的分科会に分かれている。
APAは心理学研究者の学会としてスタートしたが、その後、臨床心理士やスクールカウンセラーなどの心理学実践家が会員数でも多数派となり、1959年には心理学研究者のグループが心理科学協会 (Psychonomic Society) を作り分裂した。しかし、この分裂は認知心理学（記憶・思考・言語などについて実験的な研究手法で研究する心理学の分野）を専門とする研究者が中心となった比較的小規模なものであった。（現在の会員数も2500人程度）。
1988年に、幅広い研究分野の心理学研究者が参加して、前身のアメリカ心理学協会 (American Psychological Society) が設立された。アメリカ心理学協会は、その後急速に会員数を増やした。会員は心理学およびその近接領域における博士号 (Ph.D.) を持ち、科学的な心理学研究を志向する者であることが求められる。その旗印は「科学的であれ (Science First)」である。
2005年には、(1)科学的であることを前面に押し出すこと、(2)アメリカ合衆国だけでなく国際的に開かれた学会であること、を理由に現在の名称に変更する決議が会員の投票で認められ、2006年1月から現在の名称に変更された。なお、名称変更後も略称はAPSのままである。同学会によれば2021年12月現在会員数は25,000人を超える。
日本国内の日本人心理学者の会員数は約140名である。

## 機関誌
- Observer（会報：月刊）
- Psychological Science（原著論文誌：隔月刊）
- Current Directions in Psychological Science（レビュー論文誌：隔月刊）
- Psychological Science in the Public Interest（解説論文誌：隔月刊）
- Perspectives on Psychological Science（新ジャーナル）